# Røyrvik
Røyrvik és un municipi situat al comtat de Trøndelag, Noruega. Té 499 habitants i té una superfície de 1,584.76 km². El centre administratiu del municipi és el poble homònim.
L'àrea és coberta amb molts grans llacs, com el Limingen, el novè més gran de Noruega. També hi ha els llacs de Jengelvatnet, Namsvatnet, Ovrejaevrie, Storgollomsvatnet, Tunnsjøen i Tunnsjøflyan. El riu Namsen comença al llac Namsvatnet.
Les zones muntanyoses també ofereixen una multitud d'oportunitats per a activitats a l'aire lliure. La muntanya més alta és de 1.513 metres d'altitud, la Jetnamsklumpen, està ubicada dins del Parc Nacional de Børgefjell.